# Kahramanmaraş (stad)
Kahramanmaraş, kort ook: Maraş is een stad in Turkije en de hoofdstad van de gelijknamige provincie. De stad ligt in het zuiden van Anatolië, ongeveer 100 km ten noorden van de Syrische grens en 150 km ten oosten van Adana. De stad ligt aan de voet van de Ahır daĝı en het centrum wordt gevormd door de Trabzon Boulevard en de Atatürk Boulevard die eindigt aan de citadel. De stad telt 671.849 inwoners (2021).

## Beknopte geschiedenis
Kahramanmaraş was de hoofdstad van het Hettitische koninkrijk van Gurgum. Na de Hettieten volgden de Assyriërs als overheersers, die de stad Markasi noemden. Toen de stad deel uitmaakte van het Romeinse rijk heette het Germanicia Caesarea en bij de Byzantijnen heette het Marasion.
In maart 1917 werden de Armeense weeskinderen uit de stad, uit het weeshuis van de Zwitserse vluchtelingenhelpster Beatrice Rohner, gedeporteerd.
De opstand tegen de buitenlandse bezetters (Kurtuluş Savaşı) begon in Maraş en verspreidde zich over heel Turkije. De stad won z'n onafhankelijkheid in 12 februari 1922. Hiervoor kreeg de stad op 11 februari 1922 een medaille. Tot 7 februari 1973 heette de provincie Maraş, waarna het hernoemd is tot Kahramanmaraş (Kahraman = heldhaftig) vanwege de rol die de stad speelde tijdens de Bevrijdingsoorlog van Turkije. De stad werd zwaar getroffen door de aardbeving van 6 februari 2023.

## Bevolking
In 2021 telde de provincie Kahramanmaraş 1.171.298 inwoners, waarvan 671.849 in de districten die de stad Kahramanmaraş vormen. De stad Kahramanmaraş bestaat sinds 2012 uit de districten Dulkadiroğlu (223.532 inwoners) en Onikişubat (448.317 inwoners), maar ook de dorpen Karacasu en Kavlaklı worden soms tot de stad gerekend. Vanaf 2013 wordt Kahramanmaraş tot een van de grootstedelijke gemeenten en districten van Turkije gerekend (Kahramanmaraş Büyükşehir Belediyesi), omdat er meer dan 750.000 personen in de provincie wonen.

### Etniciteit
Volgens de officiële volkstelling van 1965 werd de provincie Kahramanmaraş overwegend door Turken en Turkmenen bewoond (88,4%), maar er was ook een substantiële minderheid van Koerden en Zaza (10,7%) en Circassiërs (1,0%). Mogelijk hebben er sindsdien veranderingen in de etnische samenstelling voorgedaan.
In januari 2022 werden er 95.543 Syrische vluchtelingen in de provincie Kahramanmaraş geregistreerd, waarvan de meerderheid in de stad Kahramanmaraş leefde. Ze vormen hiermee ongeveer 8% van de bevolking van Kahramanmaraş.

## Economie
De stad is beroemd om het 'Maraş-ijs' (Maraş Dondurması). Het bedrijf MADO is de belangrijkste producent en is gevestigd op de weg naar Gaziantep. Het ijs wordt gemaakt van o.a. geitenmelk en is erg sterk. Daarnaast wordt de meeste rode peper in Turkije bezorgd door Kahramanmaraş. De stad is ook een belangrijk textielcentrum. Onder meer de Kipaş-holding, İskur, Matesa en Arsan hebben een productieafdeling en/of hoofdkantoor in Kahramanmaraş. Historisch gezien zijn ook de goud-, hout- en koperbewerking van belang. Op het grondgebied van Kahramanmaraş zijn ook stuwmeren aangelegd voor elektriciteitsproductie en irrigatiedoeleinden: het Menzelet-stuwmeer, het Kılavuzlu-stuwmeer, het Sır-stuwmeer, het Berke-stuwmeer en het Ayvalı-stuwmeer.

## Universiteit
De Sütçü Imam Universiteit werd opgericht in 1992 als een onderdeel van de Gaziantep Universitesi. In het academiejaar 2002-2003 telde de universiteit 11764 studenten verdeeld over 7 faculteiten. Momenteel wordt de nieuwe Avşar-campus buiten het centrum in gebruik genomen. De universiteit is genoemd naar Sütçü Imam, een oorlogsheld die verantwoordelijk was voor het begin van de opstand tegen de Franse bezetting.

## Bezienswaardigheden
De Ceyhan-Brug uit de 14de of 16de eeuw is gelegen op de oude weg tussen Kahramanmaras en Göksun. De brug is 156,60 meter lang en heeft zes bogen.
Het Kahramanmaraş Museum is gelegen in het zuiden van de stad naast de weg naar Adana en is geopend in 1975. Er bevinden zich circa 30.000 artefacten. Er zijn drie afdelingen waar archeologische, etnografische en stenen kunstwerken worden voorgesteld.
De Ulu Moskee is opgericht in 1496 door Ala üd-Devle en is gelegen in het centrum van de stad aan de Atatürk Boulevard.
De citadel is gelegen op een heuveltop in het centrum van de stad. Vermoedelijk dateert ze uit de 1ste of 2de eeuw voor Christus.
Adana · Ankara · Antalya · Aydın · Balıkesir · Bursa · Denizli · Diyarbakır · Gaziantep · Kayseri · Mersin · Istanbul · İzmir · İzmit · Konya · Şanlıurfa
Adapazarı · Antiochië (Antakya) · Erzurum · Eskişehir · Kahramanmaraş · Malatya · Manisa · Mardin · Muğla · Altınordu · Samsun · Tekirdağ · Trabzon · Van
Adıyaman · Afyonkarahisar · Ağrı · Akhisar · Aksaray · Alanya · Batman · Bolu · Çanakkale · Ceyhan · Çorlu · Çorum · Darıca · Derince · Düzce · Edirne · Elazığ · Erzincan · Gebze · Giresun · İnegöl · İskenderun · Isparta · Karabük · Karaman · Kırıkkale · Kırşehir · Körfez · Kütahya · Lüleburgaz · Nazilli · Niğde · Osmaniye · Rize · Siirt · Sivas · Tarsus · Tokat · Turgutlu · Uşak · Yalova ·  Zonguldak
- Gemeinsame Normdatei: 4372522-3
- Library of Congress Control Number: n90691771
- MusicBrainz: ffa178bd-b58d-4102-af09-5c7458fd6229
- Nationale Bibliotheek van Israël: 987007567398805171
- TDVİA: kahramanmaras
- Virtual International Authority File: 136174559
- WorldCat: E39PBJkp8pkdBrvt4YpGhd6Myd